# グラント・ジェレット
グラント・アレキサンダー・ジェレット（Grant Alexander Jerrett、1993年7月8日 - ）は、アメリカ合衆国の男子プロバスケットボール選手である。ポジションはパワーフォワード。B.LEAGUEの宇都宮ブレックス所属。

## 来歴
アリゾナ大学から2013年のNBAドラフトでポートランド・トレイルブレイザーズからドラフト全体40位で指名される。直後にオクラホマシティ・サンダーに金銭トレードされる。
Gリーグでのプレーを経て、2014年11月28日のニューヨーク・ニックス戦でNBAデビュー。
2015年、ユタ・ジャズに移籍。
2016年より中国CBAの北京ダックスでプレー。
2018年はGリーグを経て、8月にB.LEAGUEのシーホース三河に移籍。しかし、12月25日に退団。
その後はボスニア・ヘルツェゴビナ、ドイツ、トルコ、ロシアとヨーロッパ各国を転々とする。
2022年12月10日、宇都宮ブレックスと契約。